# Trophis racemosa
Trophis racemosa är en mullbärsväxtart som först beskrevs av Carl von Linné, och fick sitt nu gällande namn av Urban. Trophis racemosa ingår i släktet Trophis och familjen mullbärsväxter.

## Underarter
Arten delas in i följande underarter:
- T. r. meridionalis
- T. r. racemosa